# Herm (beeldhouwkunst)

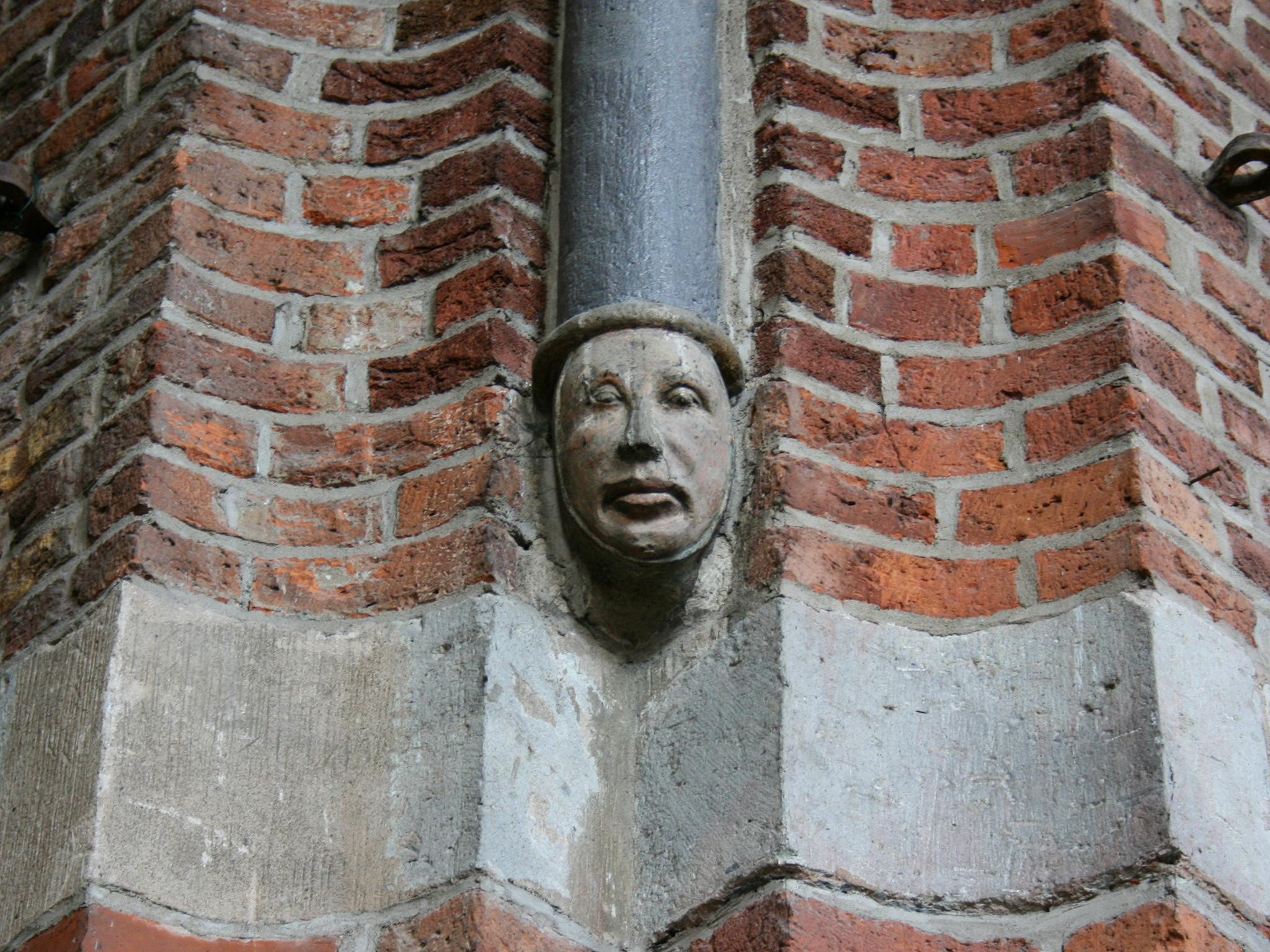
Herm aan een zuil in de Sint-Aldegondakerk (Emmerik)

Een herm is een gebeeldhouwd kopje dat voorkomt op een zuil of aan een omgekeerde piramidale voet van een beeld. Vaak komen er meerdere kopjes voor, soms ter ondersteuning, of alleen als sieraad gebruikt. Soms ook in de gedaante van (fabel)dierenkoppen. Het is een in de ornamentkunst veelvoorkomend motief dat in vele variaties bekend is.